# 의문핵
의문핵(nucleus ambiguus, ambigous nucleus)은 제이콥 아우구스투스 록하트 클라크(Jacob Augustus Lockhart Clarke)가 명명한, 숨뇌의 그물체 깊숙이 위치한 큰 운동 신경 세포의 그룹이다. 의문핵은 말하기나 삼키기와 관련된 여린입천장, 인두와 후두의 근육에 분포하는 신경 세포의 세포체를 포함하고 있다. 운동 신경 세포뿐만 아니라, 의문핵에는 심장의 신경절 후 부교감신경 세포를 자극하는 신경절 전 부교감 신경 세포가 포함되어 있다.
의문핵은 위쪽 숨뇌의 가쪽 부분에서 아래올리브핵의 바로 등쪽(뒤쪽)에 위치한, 조직학적으로 이질적인 세포로 구성된 영역이다. 겉질뇌줄기로를 통해 직접 아래운동신경세포 분포를 받는다.
이 신경핵은 후두, 인두, 목젖의 근육에서 끝나는 미주신경(CN X)의 가지뿐만 아니라, 붓인두근에서 끝나는 혀인두신경(CN IX)의 날신경섬유를 낸다.

## 기능
의문핵은 연구개, 인두, 후두, 상부 식도의 같은 쪽 근육에 분포하는 운동 신경 성분을 낸다. 의문핵에 생긴 병변은 비음, 삼킴장애, 발성장애, 목젖이 반대쪽으로 이동하는 결과를 초래한다. 심장에 대한 신경절 이전 부교감신경 가지도 의문핵의 external formation을 통해 주행한다.

## 분포 구역
입천장올림근과 같은 미주신경이 분포하는 근육(더부신경의 뇌뿌리 포함)도 고립로의 신경핵과 통합되어 적절하게 삼키는 작용을 하는 데 필요하다. 또한 미주신경은 식도의 위쪽과 인두, 후두의 다른 부분에 분포한다.
운동 신경 세포뿐만 아니라 의문핵의 external formation에는 심장에 대한 콜린성 신경절 이전 부교감신경 세포가 포함되어 있다. 이 신경 세포는 심장 억제성이다. 이 심장 억제 효과는 중추신경계가 혈압을 빠르게 변화시키는 방법 중 하나이다. 이보다 더 빠르고 강하게 혈압을 바꾸는 일차적인 수단은 세동맥을 수축시키고 심장의 펌프질을 더 빠르고 강하게 만드는 교감신경계의 활동 변화이다. 의문핵과 미주신경 등쪽핵에서 발생하는 부교감신경 성분은 급격한 혈압 상승에 반응하여, 뇌줄기의 혈관운동중추로부터의 교감신경 성분과 통합적이고 길항적으로 작용하여 심장의 활동을 감소시키는 작용을 한다. 또한 의문핵의 external formation은 기관지를 수축시키는 섬유를 기관지와 폐 시스템으로 보내 폐와 기관지 공기 흐름의 반사적 감소를 일으킬 수 있다. 심장 억제 시스템과 함께 작용할 수 있는 이 시스템의 병태생리학적 관련성은 잘 알려져 있지 않지만, COPD나 폐기종, 천식과 같은 기관지 경련성 질환에서 역할을 할 가능성이 있다. 이 경우 티오트로피움이나 이프라트로피움과 같은 흡입 항콜린성 약물이 표준 관리 치료용 약제이다. 천식의 경우 특히 자율신경계의 조절 이상으로 인한 운동 시 천식 악화에 대해 이 약제들을 사용한다.

## 추가 이미지

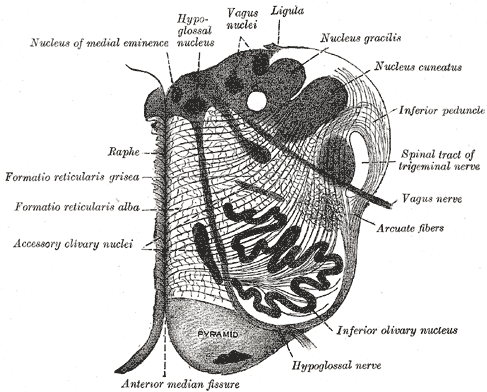
올리브의 중간쯤에 있는 숨뇌 부분.
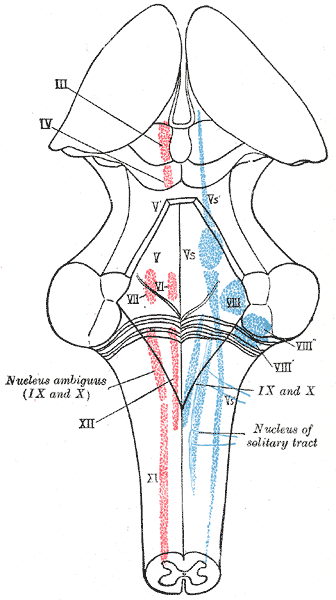
뇌신경의 신경핵을 등쪽에서 나타낸 그림. 빨간색은 운동 신경핵이고, 파란색은 감각 신경핵이다.
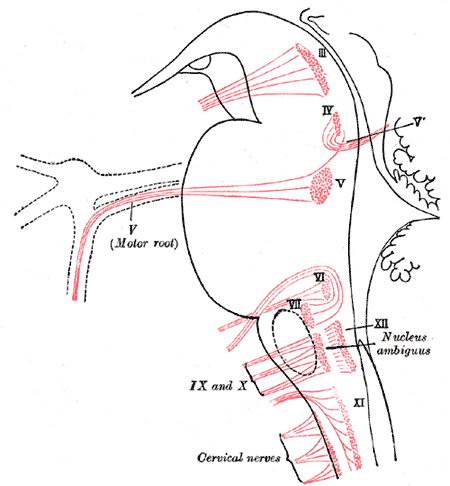
뇌신경의 운동신경핵을 가쪽에서 나타낸 그림.
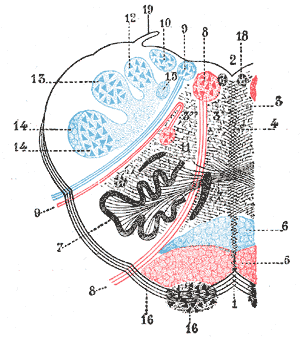
숨뇌의 그물체. 올리브 중앙을 통과하는 가로 단면으로 표시됨.

## 같이 보기
- 고립로핵